# キングス・カレッジ・ロンドン戦争学部
キングス・カレッジ・ロンドン戦争学部（英語: Department of War Studies, King's College London）は、戦争研究に特化したキングス・カレッジ・ロンドンの学部（Department）。
現在の学部長（Head of Department）はMichael Goodman。

## 概要
キングス・カレッジ・ロンドンの他の政治学・国際学関連部門と並んで、国際関係論で世界トップクラスの教育機関である。戦争学部は、国際関係学、特に戦争と外交を学際的研究を専門としている。リデル・ハート軍事史料センターなど、多数の研究機関やセンターも併置されている。
卒業生には、元ヨルダン首相マルーフ・アル・バヒト、ブルガリア外務大臣ニコライ・ムラデノフ、オランダ対外貿易・開発協力大臣トム・ド・ブラウン、元イギリス海軍司令官ロバート・フライ卿などがいる。
戦争学部は、キングス・カレッジ・ロンドンのストランド・キャンパスにあるキングス・ビルディングの6階にある。

## トルストイ杯
トルストイ杯は、キングス・カレッジ・ロンドン戦争学部とブラッドフォード大学平和学部の間で1995年から毎年行われているフットボールの試合である。大会名は、トルストイの『戦争と平和』に由来する。トルストイ杯の「トロフィー」は、額装された『戦争と平和』の複製品である。